# Ардијан Исмајли
Ардијан Исмајли (алб. Ardian Ismajli; Мајанце, 30. септембар 1996) албански је професионални фудбалер са Косова и Метохије, који тренутно наступа за Специју. Игра на позицији одбрамбеног играча.